# Vườn chim Jurong

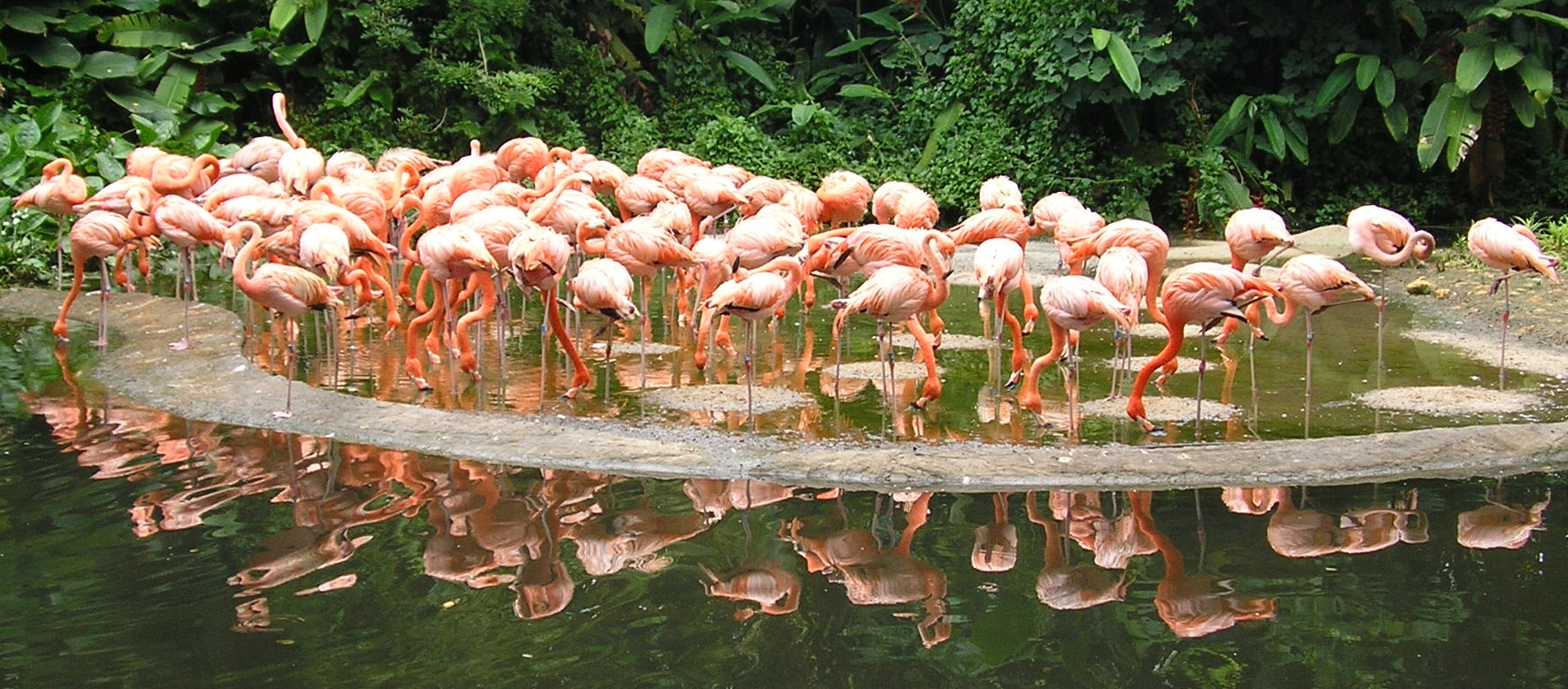
Một đàn Hồng hạc Mỹ tại vườn chim.

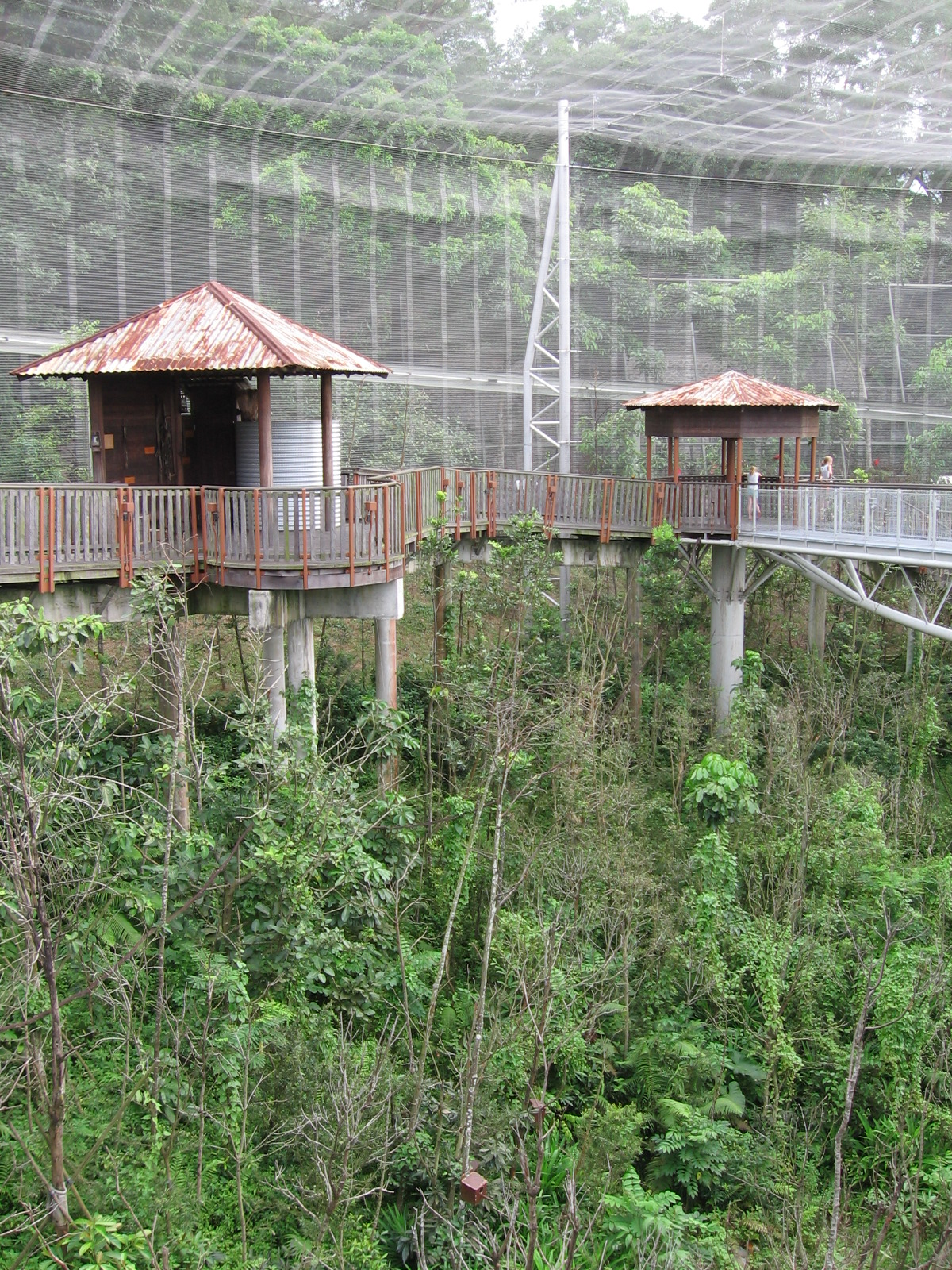
Lory Loft

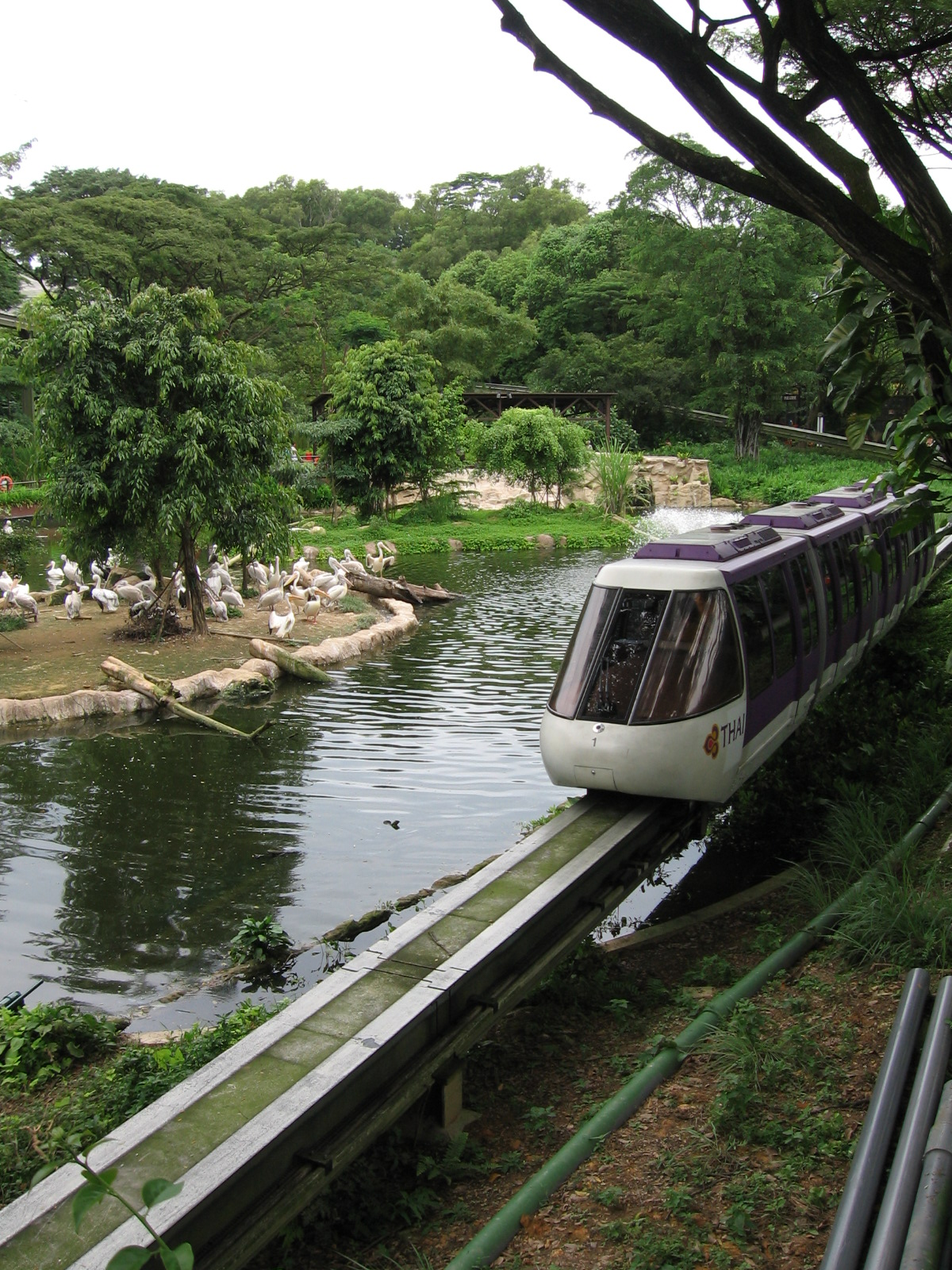
Pelican Cove, với tàu một ray.

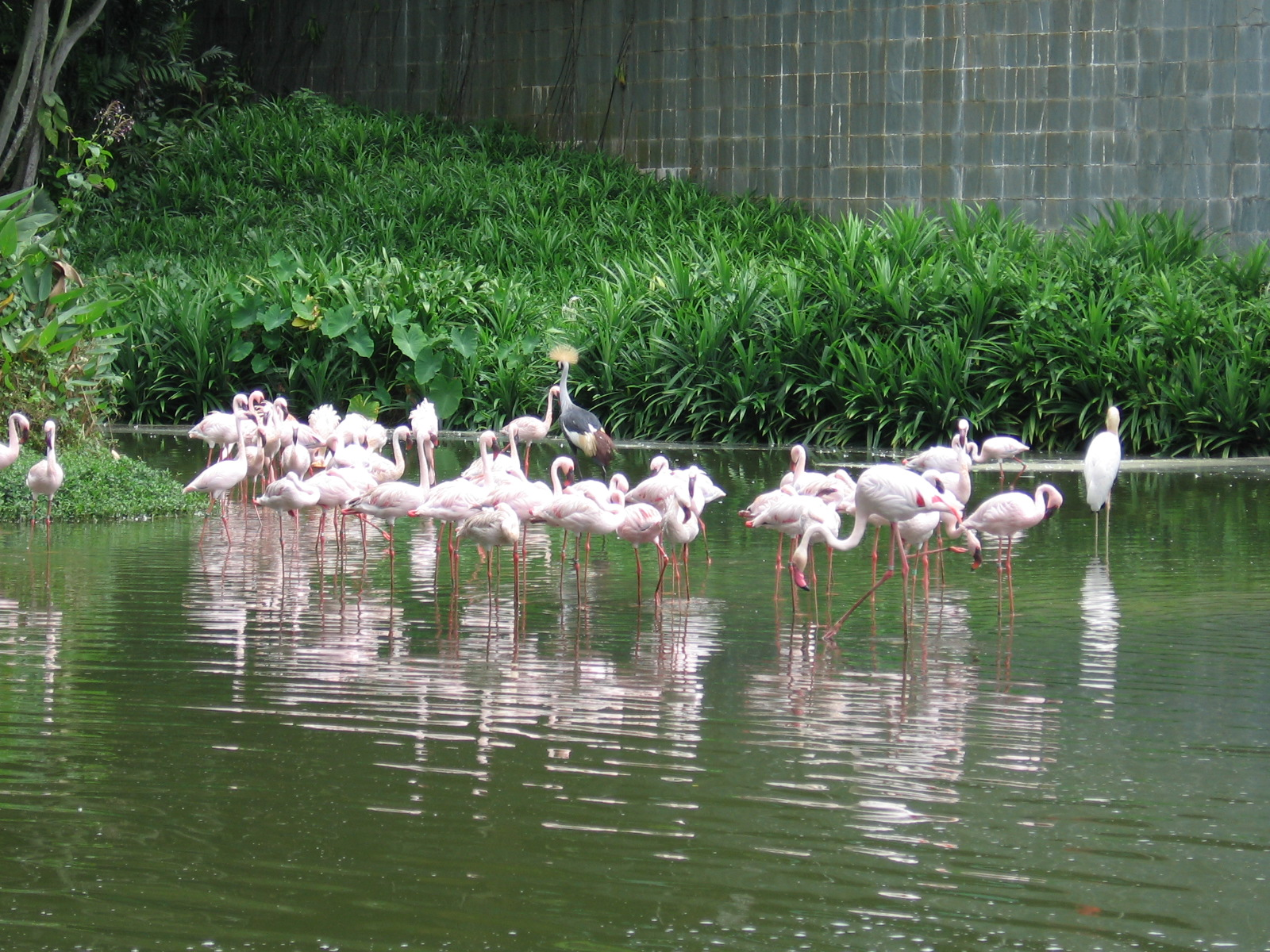
Hồ Hồng hạc

Vườn chim Jurong (giản thể: 裕廊飞禽公园; phồn thể: 裕廊飛禽公園; Hán-Việt: Dụ Lang phi cầm công viên; bính âm: Yù láng fēi qín gōng yuán; tiếng Mã Lai: Taman Burung Jurong; tiếng Tamil: ஜுரோங் பறவை பூங்கா; tiếng Anh: Jurong Bird Park) là một vườn chim tại Singapore chuyên bảo tồn hơn 600 loài chim, trong đó có khoảng 9000 cá thể. Nơi đây là một trong những quần thể du lịch lớn nhất tại Singapore. Để có thể quan sát chim, có thể đi bộ ở xung quanh hoặc đi bằng tàu điện panorail hiện đại. Nơi đây chuyên phục vụ việc tham quan các loài chim, xem các loài biểu diễn.

## Thông tin chi tiết

### Giá vé vào cửa
Vé vào cửa của vườn chim Jurong giá rất rẻ. Người lớn mất khoảng $20, trẻ em (3 - 12 tuổi) mất khoảng $12.

### Giá vé tham quan công viên
Nơi đây có công viên, sở thú Singapore và vườn thú đêm Night Safari. Người lớn mất khoảng $45, trẻ em mất khoảng $22.50.

### Thời gian hoạt động
Hoạt động từ 09:00 đến 18:00 hằng ngày trong tuần, trừ ngày nghỉ lễ và dịp lễ hội.

### Thông tin khác
- Tổng diện tích: 20ha;
- Số vốn ban đầu: 3,5 triệu đôla Singapore;
- Số loài chim: 600 loài;
- Tổng số chim: 9.000 con;
- Số lượng khách tham quan: 850.000 khách mỗi năm.

## Đặc điểm nổi bật
- Màn trình diễn cho bồ nông ăn dưới nước tại Vịnh bồ nông';
- Chuồng vẹt lori lớn nhất trên thế giới;
- Thác nước nhân tạo cao nhất thế giới;
- Bộ sưu tập các loài chim mỏ sừng Đông Nam Á lớn nhất;
- Có thể dụ chim đến bằng cách để một hộp thức ăn lên tay để chim đến mổ;
- Chuồng chim có lối đi riêng;
- Nhiều loài chim nhất tham gia trong sô diễn của các loài chim;
- Đi lại bằng cách đi bộ, đi bằng tàu điện trên cao giá rẻ;
- Chim cánh cụt Humboldt sinh sản mạnh nhất trên thế giới.

## Các triển lãm
- Chim không bay: Trong một góc của sở thú có một số loài chim không bay như đà điểu. Nơi đây khách có thể chiêm ngưỡng những loài chim trên.
- Chim săn mồi: Tại triển lãm trên, khách có thể xem các loài chim săn mồi.
- Live show: Tại nơi đây, khách có thể xem các loài chim biểu diễn những động tác giống loài người như: nói, hát, nhảy qua vòng lửa...

## Đi lại

### Đi đến đó
Để đến vườn chim Jurong, khách đi lại bằng tàu điện ngầm MRT đến ga Boon Lay (EW27), sau đó đi xe buýt tuyến 194 hay 251.

### Đi lại trong khu vườn chim
Có thể đi lại bằng tàu điện trên không, đi bộ. Để có thể quan sát công viên ở mọi góc độ, trước khi tản bộ dạo quanh công viên, hãy tham gia vào chuyến xe panorail hiện đại vòng quanh vườn chim.

## Các sô diễn của chim
Các sô diễn của chim hoạt động vào tất cả các ngày với điều kiện thời tiết cho phép:
1. Thế giới Diều hâu Phú Sĩ (Fuji World of Hawks): 10:00;
2. Các ngôi sao chim (All Star Bird): 11:00 và 15:00;
3. Chúa tể trời xanh (King of the Skies): 16:00;

## Dịch vụ chính
1. Lối vào rộng rãi, có 3 lối kiểm soát vé trước khi vào cửa;
2. Có vị trí dừng/đỗ xe riêng biệt dành cho người tàn tật, trong đó có khu vực đỗ xe lăn;
3. Nhà vệ sinh miễn phí;
4. Các cửa hiệu ăn uống: Nhà hàng McDonalds, Nhà nghỉ trên Hồ hồng hạc (The Lodge on Flamingo Lake);
5. Cầu thang cuốn có sẵn ở tất cả các lối đi lại và ga tàu điện trên cao;
6. Điện thoại công cộng giá thấp;
7. Bến đón xe taxi tại lối vào;
8. Những ghế ngồi trên xe panorail ở toa cuối có thể xếp lại để chứa xe lăn hoặc dùng để làm cửa hàng rộng hơn.

## Hình ảnh

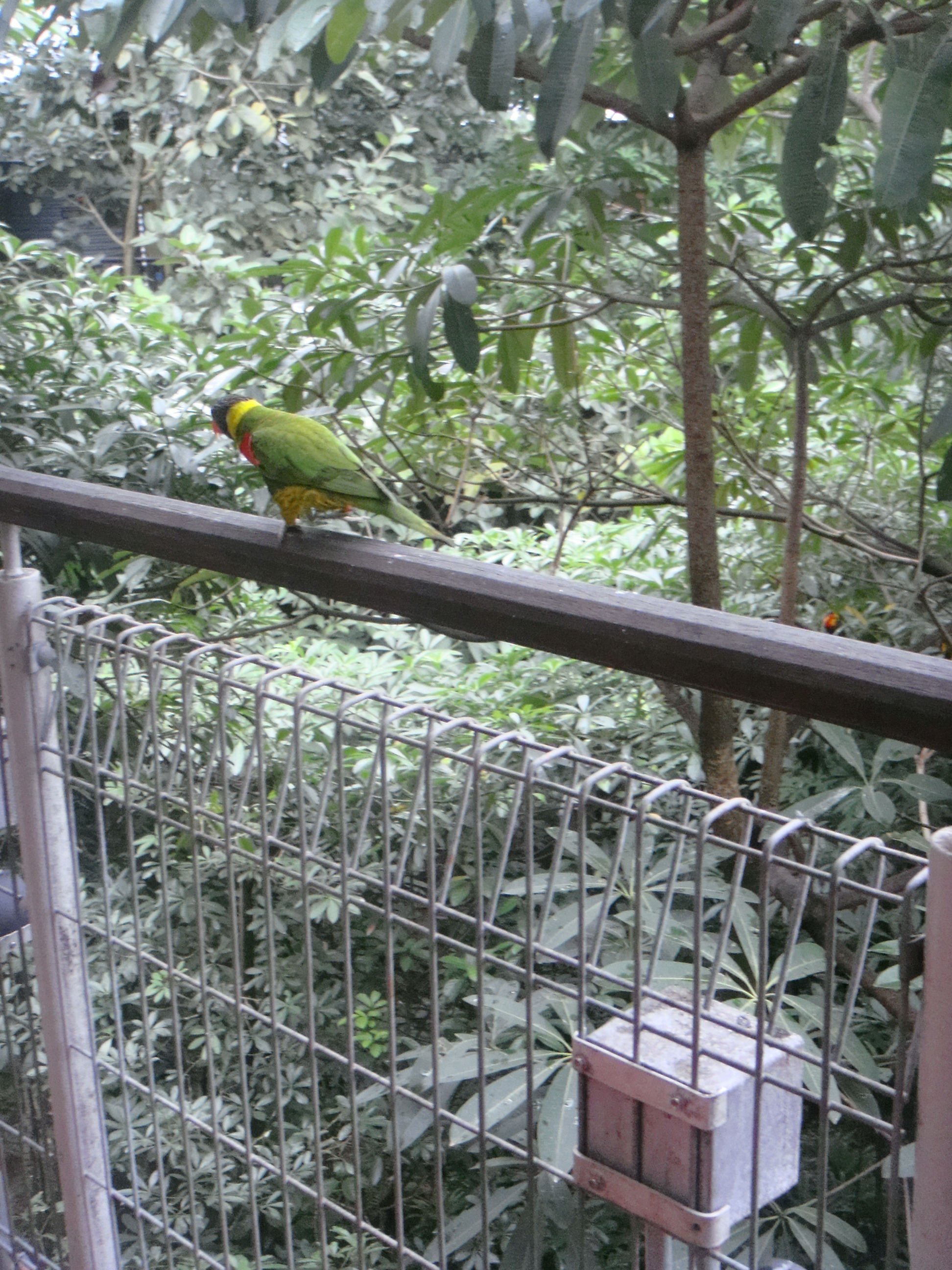
Một con vẹt xanh đang đậu trên hành lang.
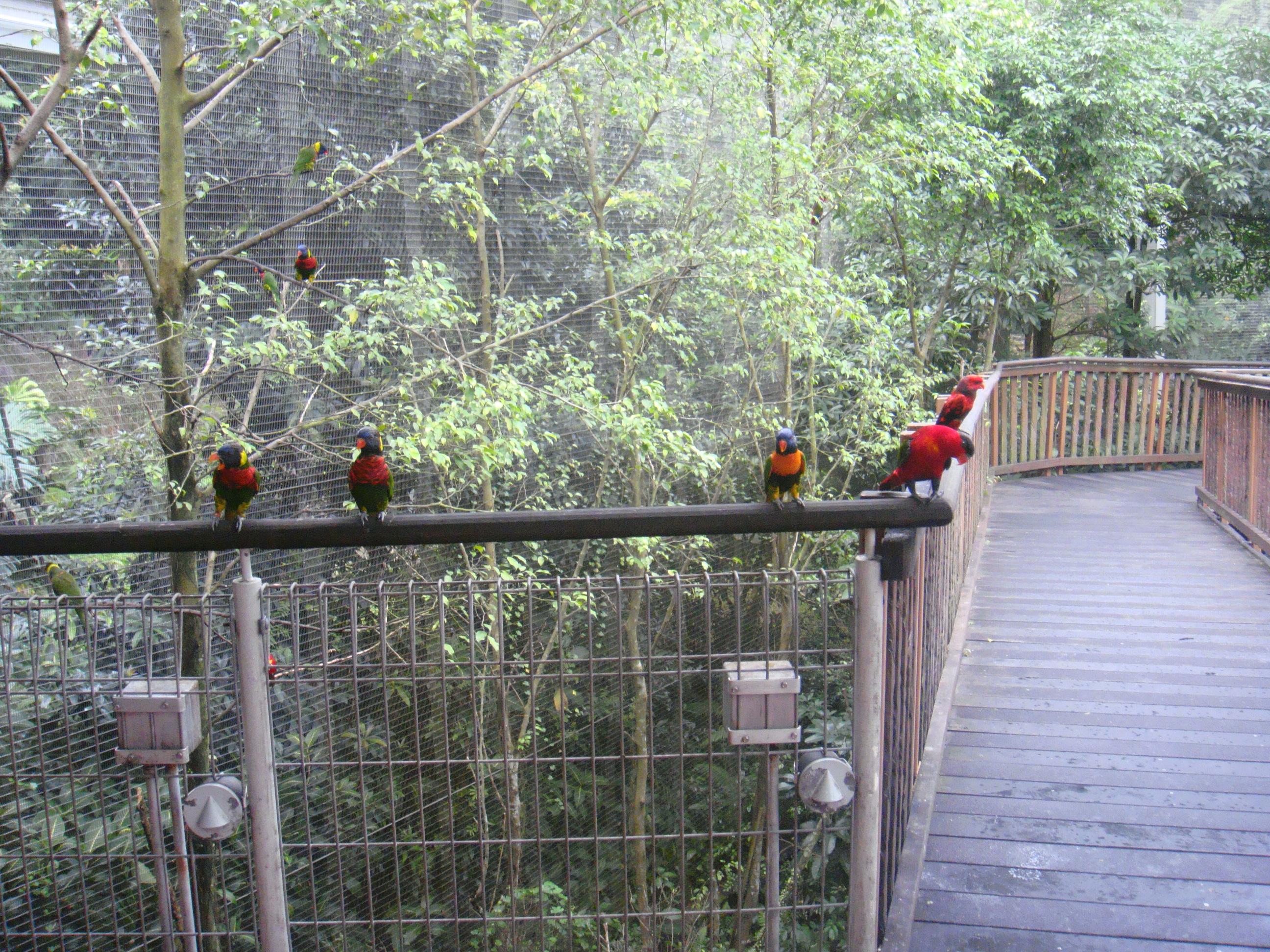
Một đàn vẹt trong khu bảo tồn.
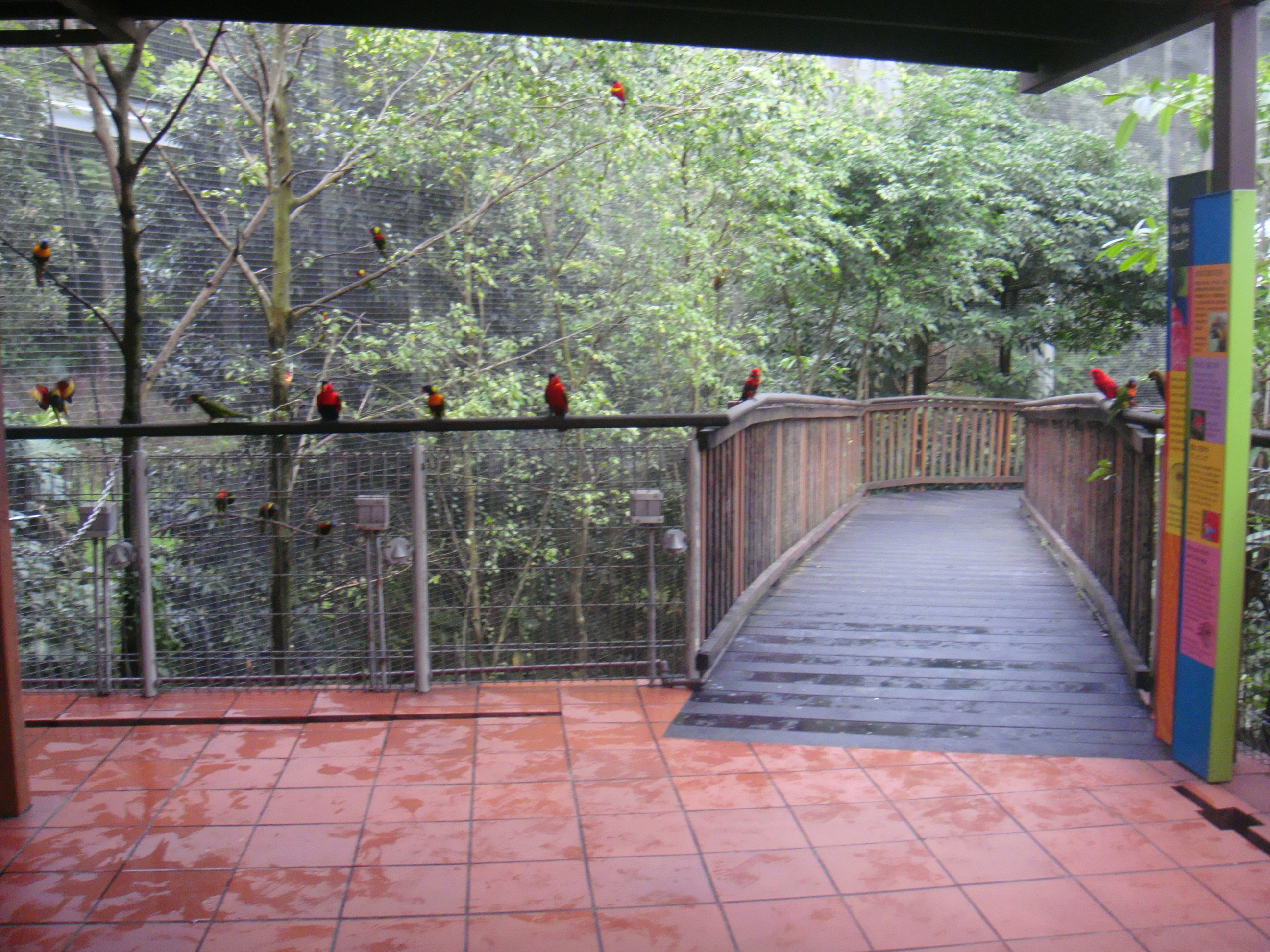
Một đàn vẹt trong khu bảo tồn.